# Giuseppe Avossa
Giuseppe Avossa, auch Giuseppe d’Avossa und Giuseppe Abos, (* 1708 in Paola, Kalabrien; † 9. Januar 1796 in Neapel) war ein italienischer Komponist der Neapolitanischen Schule.

## Leben und Werk
Avossa war Schüler am Conservatorio dei Poveri di Gesù Cristo in Neapel, wo er bei Gaetano Greco und Francesco Durante studierte. Er wurde maestro di cappella an der Kirche Santa Maria Vertecoeli und Gesangslehrer an verschiedenen Kirchen und Klöstern in Neapel. Ab 1749 war er als Nachfolger von Antonio Francesco Bellinzani Kapellmeister am Dom von Pesaro.
1744 schrieb Avossa eine Opera buffa für Venedig, und zwischen 1757 und 1764 drei weitere für das Opernhaus in Neapel auf Libretti von Antonio Palomba (1705–1769). Auch als Komponist von Messen, Oratorien und weiteren geistlichen Werken genoss Avossa höchstes Ansehen.
Avossa wurde lange mit Girolamo Abos verwechselt, dessen Opere serie ihm teilweise zugeschrieben wurden.

## Werke
Vokalmusik
- La nuvoletta d’Elia, Oratorium, Ancona, 1746
- La felicità de’ tempi, Oratorium, Pesaro, 1749
- Il giudizio di Salomone, Oratorium, Pesaro, 1751
- 3 Messen
- diverse Messteile
- 2 Magnificat
- 2 Motetten

Bühnenwerke
- Don Saverio (Antonio Palomba), Venedig, Teatro S. Moisè, Herbst 1744
- Lo scolaro alla moda, Reggio nell’Emilia, Cittadella, Karneval 1748
- Il baron gonfianuvoli, Salzburg, Karneval 1750
- I tutori, Neapel, Teatro nuovo, Winter 1757
- La pupilla (Palomba), Neapel, Teatro dei Fiorentini, Karneval 1763